# Quartier de Rochechouart
Das Quartier de Rochechouart ist das 36. der 80 Quartiers (Stadtviertel) von Paris im 9. Arrondissement.

Die Stadtviertel im 9. Arrondissement

## Lage
Der Verwaltungsbezirk im 9. Arrondissement von Paris wird von folgenden Straßen begrenzt:
- Westen: Rue des Martyrs
- Norden: Boulevard Marguerite de Rochechouart
- Osten: Rue du Faubourg Poissonnière
- Süden: Rue Montholon, Rue Lamartine

## Namensursprung
Das Viertel trägt den Namen einer Gelehrten, Marguerite de Rochechouart de Montpipeau (1665–1727), Äbtissin von Montmartre. Auch zwei große Straßen des Stadtviertels sind nach ihr benannt: Boulevard Marguerite de Rochechouart und Rue Marguerite de Rochechouart.

## Geschichte
Der größte Teil des Gebiets wurde bis zum 18. Jahrhundert landwirtschaftlich genutzt. Die ersten Bauten entstanden 1644 in dem ehemaligen Stadtviertel Nouvelle France, das als Weiler (französisch hameau) beim heutigen Square Montholon um das Château Charolais lag.
Das Viertel wurde auch «Stadtteil der Lebensmittelversorgung» genannt, denn hier wurde auf Anordnung von Napoléon, der die Sicherheit und Hygiene in Paris regeln wollte, der Schlachthof von Montmartre (französisch Abattoirs de Montmartre) errichtet.
Nachdem die Compagnie parisienne de gaz in dem Stadtteil im 19. Jahrhundert ihr erstes Gasometer errichtet hatte, wurde der Stadtteil zum Industrieviertel. Dieser Charakter wurde noch verstärkt, als Alexis Godillot seine Industrie für Militärausrüstung hier gründete.
Berühmte Leute wohnten in dem Viertel: Victor Hugo, Georges Bizet und Gustave Courbet. In der Belle Époque erlebte das Viertel eine Glanzzeit, von der noch einige Bauwerke aus dem Ende des 19. Jahrhunderts zeugen.

## Sehenswürdigkeiten
- Pleyel, Klavierfabrik[2]
- Geburtshaus von Georges Bizet, 26 Rue Louise-Émilie de La Tour d’Auvergne
- Haus von Eugène Viollet-le-Duc, 68 Rue Condorcet
- Haus von Alexis Godillot, 56 Rue Marguerite de Rochechouart
- Haus von Camille Corot, 56 Rue du Faubourg Poissonnière